# Nikolaj Pirnat
Nikolaj Pirnat (Idrija, Imperi Austrohongarès, 10 de desembre de 1903 – Ljubljana, Iugoslàvia, 9 de gener de 1948) va ser un pintor i escultor eslovè. Va ser el primer exponent del realisme social a les belles arts eslovenes, exposant les seves pintures a Ljubljana el 1928.

## Biografia
Nikolaj Pirnat, fill de l'escriptor Maks Pirnat, va assistir al liceu de Kranj i a l'institut d'Idrija. Va estudiar durant quatre anys i mig a l'Acadèmia de les Arts de Zagreb, on el 1925 es va graduar d'escultura amb Ivan Meštrović i el 1927 va passar un any a París. El 1928 es va traslladar de Maribor a Ljubljana, on va viure i treballar com a dibuixant al consell de redacció del diari Jutro.
Durant la Segona Guerra Mundial va ser empresonat al camp de concentració italià de Gonars el 1942. Aquell any s'hi va establir una escola de pintura eslovena. Un cop tancat el camp arran de l'Armistici entre Itàlia i les forces aliades, va dirigir el departament de propaganda artística dels partisans iugoslaus. Va assolir el grau de capità i va ser guardonat amb l'Ordre de la Germandat i la Unitat i l'Ordre del Mèrit de la Nació. Després de l'alliberament de Belgrad, va ser il·lustrador de Borba. El 1945 va ser nomenat professor titular de dibuix a la recentment creada Acadèmia de Belles Arts de Ljubljana.
És l'autor de l'estàtua de Joan Baptista al centre del pont de Trnovo a Ljubljana. Algunes de les seves obres es troben a les col·leccions del Museu d'Art Modern i al Museu Nacional d'Història Natural, ambdós a Ljubljana, i a la Galeria d'Art de Maribor.